# Яра, Курт
Курт Я́ра (нем. Kurt Jara; род. 14 октября 1950 года, Инсбрук) — австрийский футболист, полузащитник. По завершении игровой карьеры — футбольный тренер.
В качестве игрока больше всего отыграл за клубы «Ваккер Инсбрук», «Дуйсбург» и «Грассхоппер», а также национальную сборную Австрии.

## Клубная карьера
В профессиональном футболе дебютировал в 1968 году, выступая за «Ваккер» из Инсбрука, в котором он провёл пять сезонов. За это время он дважды завоёвывал кубок Австрии по футболу и три раза становился чемпионом страны.
В течение 1973—1975 годов Яра защищал цвета «Валенсии».
Своей игрой за испанскую команду он привлёк внимание представителей тренерского штаба «Дуйсбурга», в состав которого вошёл летом 1975 года. Играл за дуйсбургский клуб следующие пять сезонов своей игровой карьеры. Большую часть времени, проведённую в составе «Дуйсбурга», он был основным игроком команды.
В течение сезона 1980/81 защищал цвета «Шальке 04».
Летом 1981 года Яра перешёл в «Грассхоппер», за который отыграл 4 сезона. Играя в составе «Грассхоппера», Яра также выходил на поле в основном составе команды. За это время он завоевал кубок Швейцарии и три раза становился чемпионом страны.
Яра завершил профессиональную карьеру футболиста, выступая за команду «Грассхоппер», в 1985 году.

## Выступления за сборную
11 июля 1971 года Яра дебютировал в составе сборной Австрии в товарищеской игре против Бразилии, она завершилась со счётом 1:1.
В составе сборной он был участником чемпионата мира 1978 года в Аргентине и мундиаля 1982 года в Испании.
Всего в течение карьеры в национальной команде, которая длилась 15 лет, он провёл в форме сборной 59 матчей, забив 15 голов.

## Карьера тренера
Яра начал тренерскую карьеру вскоре после завершения карьеры игрока, в 1986 году, возглавив тренерский штаб клуба «Грассхоппер».
В дальнейшем он возглавлял клубы «Санкт-Галлен», «Цюрих», «Адмира Ваккер Мёдлинг», «Ксанти», АПОЭЛ, «Тироль», «Гамбург» и «Кайзерслаутерн».
Последним местом тренерской работы Яры был клуб «Ред Булл Зальцбург», который он возглавлял в качестве главного тренера в течение сезона 2005/06.